# Francesco Aggazzotti
Francesco Aggazzotti (Colombaro di Formigine, 18 gennaio 1811 – Modena, 25 febbraio 1890) è stato un avvocato, agronomo, enologo, politico e notaio italiano.

## Biografia
Nacque da una famiglia di professionisti e possidenti, dai quali ereditò la passione per la professione e l'agricoltura. Nel 1837 si laureò in giurisprudenza, ottenendo in seguito la laurea in utroque iure e l'abilitazione come avvocato, poi anche come notaio.
Esercitò la libera professione parallelamente alla gestione imprenditoriale delle proprietà agricole, moltiplicando notevolmente i terreni di famiglia, razionalizzando le colture e avviando una produzione vinicola di altissima qualità basata sullo studio e la classificazione dei vitigni e sulle qualità proprie delle singole uve. Dai mosti produsse anche straordinario aceto balsamico, del quale fissò le regole in una lettera del 2 marzo 1862 all'avvocato Pio Fabriani, scritto che subito anche pubblicò. L'immediata pubblicazione dimostra una chiara volontà di far conoscere il prodotto a livello nazionale, sebbene fuori da canali commerciali. Quel testo costituisce oggi la base dei disciplinari di produzione per le denominazioni di origine protetta dell'Aceto Balsamico Tradizionale.
Nel 1847 sposò la nobil donna Marianna Rovighi avendone undici figli. Durante i moti del 1848 fu commissario municipale del governo provvisorio. A quanti avevano partecipato attivamente ai moti il duca Francesco V, al suo rientro, diede tempo di allontanarsi dal ducato per evitare repressioni eccessive. Francesco prese temporanea dimora a Pistoia, ma dopo non molto ottenne di poter rientrare, grazie all'intercessione del suocero, guardia nobile d'onore presso il duca. Tale esperienza favorì, dopo l'unità d'Italia la sua vita politica. A Modena fu consigliere comunale e consigliere provinciale, e a Formigine consigliere comunale, assessore e sindaco al momento dell'unificazione nazionale e per vari anni. Scrisse opere precorritrici sull'uva e sul vino. In particolare del Lambrusco ebbe una chiara visione complessiva come prodotto, che studiò e divulgò dalla selezione dei vitigni, alla coltivazione, alla vinificazione, al commercio, alla propaganda tramite fiere agrarie e pubblicazioni su riviste specializzate. Con altri proprietari costituì un Comizio agrario e poi una Stazione agraria per la promozione e tutela dell'agricoltura, e anche una Società dei floricoltori modenesi.
La sua produzione fu premiata all'Esposizione Italiana di Firenze del 1861 con tre medaglie: per un toro, per suoi vini - tra cui un lambrusco - e per l'aceto balsamico. Per i servigi resi allo Stato fu insignito del cavalierato dei Santi Maurizio e Lazzaro nel 1862, all'indomani della proclamazione del Regno d'Italia. Morì a Modena il 25 febbraio 1890 a 79 anni. Il giorno 28 ne avvennero le esequie solenni e la sepoltura nella tomba di famiglia nella natia Colombaro. Un suo legato testamentario istituì una rendita che doveva provvedere ai medicinali e ai bisogni dei poveri infermi del paese. Le spoglie furono poi traslate nel nuovo cimitero, onorate da lapide e busto scultoreo con stemma, e lì ancora riposano in una delle due cappelle edificate dai figli Luigi e Pietro, quella di Luigi.

## Opere
- Dell'utile impiego della materia eterea nel processo della vinificazione, Tip. Antonio ed Angelo Cappelli, Modena 1861, 11 p. [anche in «L'economia rurale», 4 / «Repertorio d'agricoltura», 65 (1861), pp. 533–538]
- Dell'aceto balsamico modenese, in «L'economia rurale», 5 / «Repertorio d'agricoltura», 66 (1862), pp. 211–214
- Sulla fabbricazione del Vino Lambrusco Modenese, in «L'economia rurale», 6 / «Repertorio d'agricoltura», 67 (1863), pp. 538–543 575-579 637-640.
- Cenni sulla fabbricazione dei vini nella provincia modonese, Tip. Vincenzi, Modena 1866, 13 pp.
- Catalogo descrittivo delle principali varietà di uve coltivate presso il cav. avv. Francesco Aggazzotti del Colombaro, Tipografia di Carlo Vincenzi, Modena 1867, 48 pp. [rist.: Il fiorino, Modena 1993; ora anche in Francesco Aggazzotti primo sindaco di Formigine nell'Italia unita. Viticoltore, imprenditore agricolo, politico. All'origine dell'idea di Lambruschi Modenesi e di Aceto Balsamico, a cura di Riccardo Fangarezzi, Terra e Identità, Modena 2011, pp. 259–316, con appendice a stampa altrimenti ignota alle pp. 313–316]
- Sistema di coltivazione modenese. Brevi cenni illustrativi della mappa esposta alla mostra nazionale di Milano dall'avv. Francesco Aggazzotti, 1881 [manoscritto]
- [Appendice al Catalogo descrittivo delle principali varietà di uve], Colombaro 1883, 4 pp. [solo rist. anast: Francesco Aggazzotti primo sindaco di Formigine nell'Italia unita. Viticoltore, imprenditore agricolo, politico. All'origine dell'idea di Lambruschi Modenesi e di Aceto Balsamico, a cura di Riccardo Fangarezzi, Terra e Identità, Modena 2011, pp. 313–316]

N.B.: Tutte le opere edite di F. Aggazzotti sono ora in ristampa anastatica in Francesco Aggazzotti primo sindaco di Formigine nell'Italia unita. Viticoltore, imprenditore agricolo, politico. All'origine dell'idea di Lambruschi Modenesi e di Aceto Balsamico, a cura di Riccardo Fangarezzi, Terra e Identità, Modena 2011, pp. 211–316. Vi manca il Sistema di coltivazione modenese, del quale non si ha notizia di pubblicazione.